# Sportfreunde Troisdorf 05
Sportfreunde Troisdorf 05 ist ein Fußballverein in Troisdorf. Mit seiner ersten Mannschaft spielt der Verein seit dem Abstieg 2018 in der Kreisliga A. Die A-Jugend spielt in der zweithöchsten Spielklasse des Jugendfußballs.

## Geschichte
Seit Ende der 1990er Jahre gab es Gespräche zwischen den Vereinen in Troisdorf, die Möglichkeiten einer verstärkten Zusammenarbeit bis hin zu einer Fusion zu prüfen. Ernsthafte Pläne für eine Fusion verfolgten die Sportfreunde Sieglar, der VfB Troisdorf und der SSV Troisdorf 05. Der 1. Vorsitzende des SSV 05 konnte sich jedoch gegen die Widerstände im eigenen Verein nicht durchsetzen, so dass im Frühjahr 2002 nur die Sportfreunde Sieglar und der VfB Troisdorf die Fusion einleiteten. Die erste gemeinsame Mitgliederversammlung fand am 9. April 2002 statt.
Der neue Verein übernahm den Platz der Sportfreunde Sieglar in der Landesliga. Schon 2004 gelang mit nur zwei Saisonniederlagen der Aufstieg in die Verbandsliga. Ihr gehörten die Sportfreunde bis zum Abstieg 2009 an. Der anvisierte sofortige Wiederaufstieg wurde 2010 knapp verpasst, gelang aber 2011. Am 1. Juli 2013 fusionierten die Sportfreunde mit dem SSV Troisdorf 05 zu den Sportfreunden Troisdorf 05. Nach der Saison 2013/14 stieg man als Tabellenletzter in die Landesliga ab und wurde ein Jahr später in die Bezirksliga durchgereicht. 2018 ging es dann runter in die Kreisliga A.

## Stadion
Der Verein trägt seine Heimspiele im Troisdorfer Aggerstadion aus, das über 2000 überdachte Tribünenplätze und 8000 Stehplätze verfügt.

## Persönlichkeiten
- Julius Biada
- Malcolm Cacutalua
- Hamdi Dahmani
- Uğur Dündar
- Jan-Frederick Göhsl
- Armin Görgens (Trainer)
- Matthias Hamrol
- Serhat Koruk
- Lukas Kübler
- Adama Niang
- Sebastian Schoof
- Jules Schwadorf